# Honoré du Laurens
Honoré du Laurens, né le  7 mars 1554 à Tarascon et mort le 24 janvier 1612 à Paris, est un archevêque d'Embrun.

## Biographie
Honoré du Laurens est l'aîné d'une famille de onze enfants (dont dix atteindront l'âge adulte). Il est le fils de Louis du Laurens, né à Puget près de Chambéry, et de Louise de Castellan, née à Riez. Son père est médecin, d'abord à Tarascon puis à Arles ; il a très à cœur l'éducation de ses enfants.
L’un de ses frères, André, est médecin ordinaire puis premier médecin d'Henri IV. Un autre de ses frères, Gaspard, est archevêque d’Arles, et un autre encore, Jean (en religion Jérôme), supérieur provincial des capucins.
Son oncle et parrain, Honoré de Castellan, est médecin de Charles IX. Le roi et lui s'arrêtent, un jour de 1565, chez son père à Arles. À partir de ce moment, l'oncle défraie l'éducation du neveu et laisse une somme à cet effet dans son testament. Il étudie d'abord la médecine, selon la tradition familiale, mais à contrecœur. Il n'excelle que quand il devient étudiant en droit à Turin et Avignon où il obtient quelques degrés. Il exerce ensuite la fonction d'avocat au Parlement d'Aix-en-Provence.
C'est à cette époque qu'Honoré du Laurens se marie à Aix avec Anne d'Ulmo fille d'un avocat général qui lui donne une fille mais meurt dès 1591. Il est avocat général au parlement de Provence, où il succède à son beau-père. Il devient une des figures de la Ligue à Aix et il participe aux États généraux de 1588 et aux États généraux de 1593 réunis par le duc de Mayenne. Néanmoins il attire l'attention du roi Henri IV de France lors de la conférence de Suresnes qui prévoit l'abjuration du souverain. Grâce à son crédit à la cour, son frère André « premier physicien du roi » obtient qu'il soit désigné le 27 juillet 1600 pour l'archevêché d'Embrun, devenu vacant par la mort de Guillaume d'Avançon. André obtient quelques années plus tard la promotion de son autre frère Gaspard à l'archevêché d'Arles. Sa nomination est confirmée le 24 janvier 1601 et il est consacré à Rome en février suivant. Il fait à Paris l'oraison funèbre de Marguerite d'Autriche-Styrie, femme du roi Philippe III d'Espagne, et c'est à Paris qu'il meurt en janvier 1612.

## Œuvres (sélection)
- Panégyrique de l'édict de Henry III,... sur la réunion de ses subjets à l'église catholique... par M. Honoré de Laurens,..., Bordeaux, Simon Millanges, 1588, 346 p. (lire en ligne sur Gallica).
- Discours et rapport véritable de la conférence tenue entre les Deputez de la part de Monsieur le duc de Mayenne, lieutenant général de l'Estat et Coronne de France, Princes, prélats et Estats généraux assemblez à Paris, avec les députez de Messieurs les Princes, Prélats, seigneurs et autres catholiques estans du party du Roy de Navarre, Paris, J. Parant, 1593 — La même année, une autre édition, chez J. Oudot, et une édition en latin[8].